# J (nombre complexe)
Pour les articles homonymes, voir J.
 (octobre 2014).
Si vous disposez d'ouvrages ou d'articles de référence ou si vous connaissez des sites web de qualité traitant du thème abordé ici, merci de compléter l'article en donnant les références utiles à sa vérifiabilité et en les liant à la section « Notes et références ».

En mathématiques, on définit le nombre complexe j comme l'unique racine cubique de 1 dont la partie imaginaire est strictement positive.
{\displaystyle {\rm {j}}=\exp \left({\frac {2\mathrm {i} \pi }{3}}\right)=-{\frac {1}{2}}+\mathrm {i} {\frac {\sqrt {3}}{2}},}
où exp désigne l'exponentielle complexe.
Le nombre j ne doit pas être confondu avec l'unité imaginaire i qui est souvent notée j en physique (pour mieux la distinguer de l'intensité électrique dont le symbole est i).

## Propriétés
Le nombre j possède certaines propriétés remarquables :
- comme toute racine de l'unité, son module vaut 1, autrement dit : son conjugué est égal à son inverse (donc à j2) ;
- les racines cubiques de l'unité sont 1, j et j2 ; leur somme est nulle car j est racine du polynôme X3 – 1 = (X – 1)(X2 + X + 1) ;
- dans le plan complexe, les trois points d'affixes 1, j et j2 forment un triangle équilatéral ;
- le calcul de j3 ramène par définition à j3 = 1.

## Application au calcul des racines cubiques
Tout nombre complexe non nul possède exactement trois racines cubiques. Si z est l'une d'entre elles, alors les deux autres sont j z et j2z.